# Ophioplinthus olstadi
Ophioplinthus olstadi is een slangster uit de familie Ophiuridae.
De wetenschappelijke naam van de soort werd in 1955 gepubliceerd door Fritz Jensenius Madsen.